# 佳能 EOS R5
佳能 EOS R5是佳能於2020年7月上市的一款全片幅無反光鏡相機，是佳能首款支持8K影片錄影的數位相機，属于EOS R 系列。與低一階的EOS R6和多款新型RF鏡頭同時發布。EOS R5非佳能之前任何一款無反光鏡相機的後繼機種，和EOS R相比，使用了DIGIC X處理器和自動對焦系統，搭配4500萬畫素的傳感器，拍攝10位元（10-bit）的影片等等的優化。R5和R6開始於機身內配置影像穩定器，穩定5軸（橫向、縱向、滾轉、搖擺和俯仰）可達到8級的影像穩定功能。

## 機型問題
EOS R5 在未上市時曾被評測媒體提出機身在錄影時具有過熱問題。2020年7月，佳能就之前被質疑的EOS R5和EOS R6在錄影時過熱問題發表官方聲明。EOS R5可在常溫下拍摄8K影像20分鐘，而4K只能錄影15分鐘，相機需要間隔20分鐘降溫，才能再進行錄影。